# ترود دوتان
ترود دوتان (Trude Dothan; عبری: טרודה דותן‎؛ ‎ ۱۲ اکتبر ۱۹۲۲ – ۲۸ ژانویه ۲۰۱۶) باستان‌شناس اسرائیلی که بر اواخر عصر برنز و عصر آهن در منطقه، به‌ویژه در فرهنگ فلسطینی تمرکز داشت.

## زندگی‌نامه
ترود کراکائر (بعدها دوتان) در وین به دنیا آمد. او در سن یک سالگی به همراه پدر و مادرش به فلسطین تحت قیمومیت مهاجرت کرد. در اورشلیم، آن‌ها به جامعهٔ محلی روشنفکران و هنرمندان، که بسیاری از آن‌ها آلمانی زبان بودند، پیوستند. پدرش، لئوپولد کراکائر (۱۹۵۴–۱۸۹۰م)، هنرمند و معمار بود، و چندین ساختمان به سبک باهاوس برای «باغ شهر اورشلیم» در ریهاویا طراحی کرد. مادرش گرته وولف (۱۹۷۰–۱۸۹۰م) نقاشی معروف بود.
در سال ۱۹۵۱. م با موشه دوتان (۱۹۹۹–۱۹۱۹م)، همکارش که مانند او به باستان‌شناسی کتاب مقدس و به ویژه فرهنگ فلسطینی علاقه داشت، ازدواج کرد. ترود دو فرزند داشت، که یکی از آن‌ها به نام دان خواننده گروه راک و موج نو اسرائیلی هکلیک بود.< ترود دوتان در ۲۸ ژانویه ۲۰۱۶ در سن ۹۳ سالگی درگذشت

## مشاغل آکادمیک و باستان‌شناسی
ترود از سال ۱۹۷۷م. استاد دانشگاه عبری اورشلیم بود، و کرسی باستان‌شناسی الیعازر سوکنیک و ریاست مرکز باستان‌شناسی کتاب مقدس برمن را بر عهده داشت. پس از درگذشت ترود کتابخانهٔ شخصی او به کتابخانه الهیات لنیر، در هیوستون، تگزاس اهدا شد.

## جوایز و تقدیر
- در سال ۱۹۹۱م. جایزهٔ پرسیا شیمل در باستان‌شناسی، از طرف موزه اسرائیل به او اهدا شد.
- در سال ۱۹۹۸م. جایزه اسرائیل، برای باستان‌شناسی را کسب کرد.[۴]
- در سال ۲۰۰۳م. موفق به کسب دکترای افتخاری از کالج اتحادیه عبری، اورشلیم شد.

## آثار منتشر شده
- فلسطینیان و فرهنگ مادی آنها، ۱۹۸۲.[۵]
- مردم دریا: در جستجوی فلسطینیان (با همکاری موشه دوتان)، ۱۹۹۲.[۶]
- دیر البلاح: کشف یک پایگاه مصری در کنعان مربوط به زمان مهاجرت.[۷]